# Гербы городов Донецкой области

Гербы городов областного значения Донецкой области
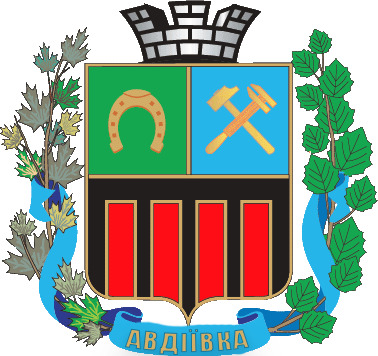
Авдеевка
Бахмут
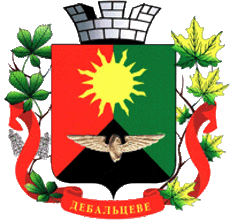
Дебальцево
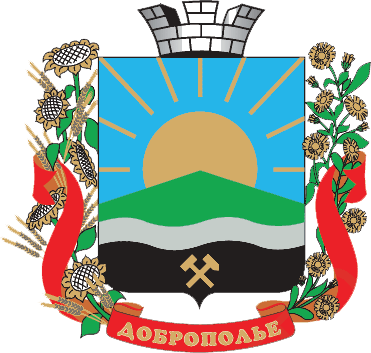
Доброполье
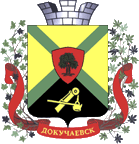
Докучаевск
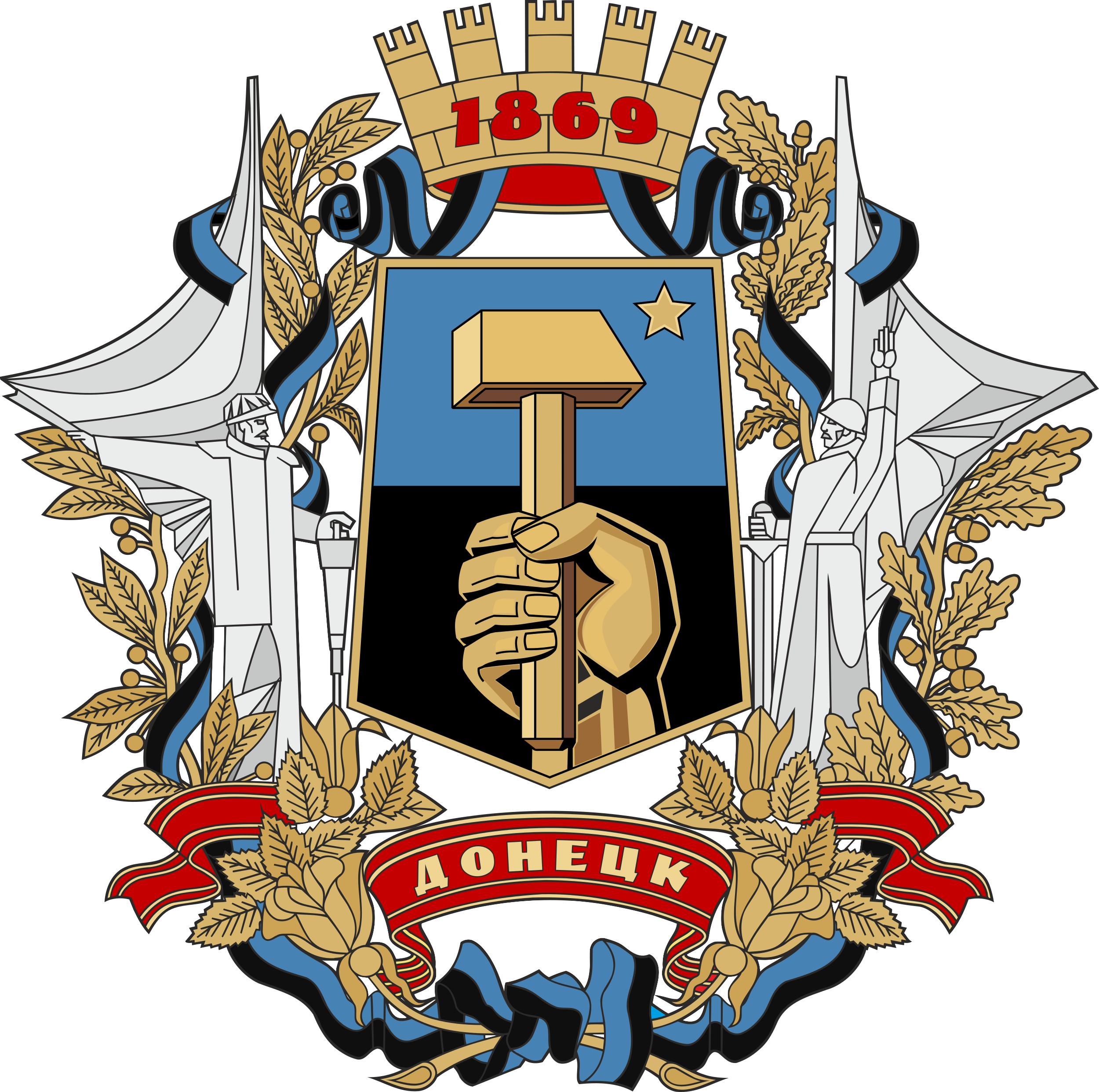
Донецк
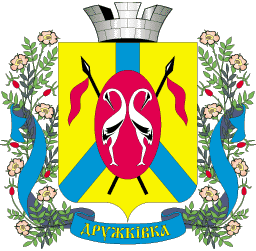
Дружковка
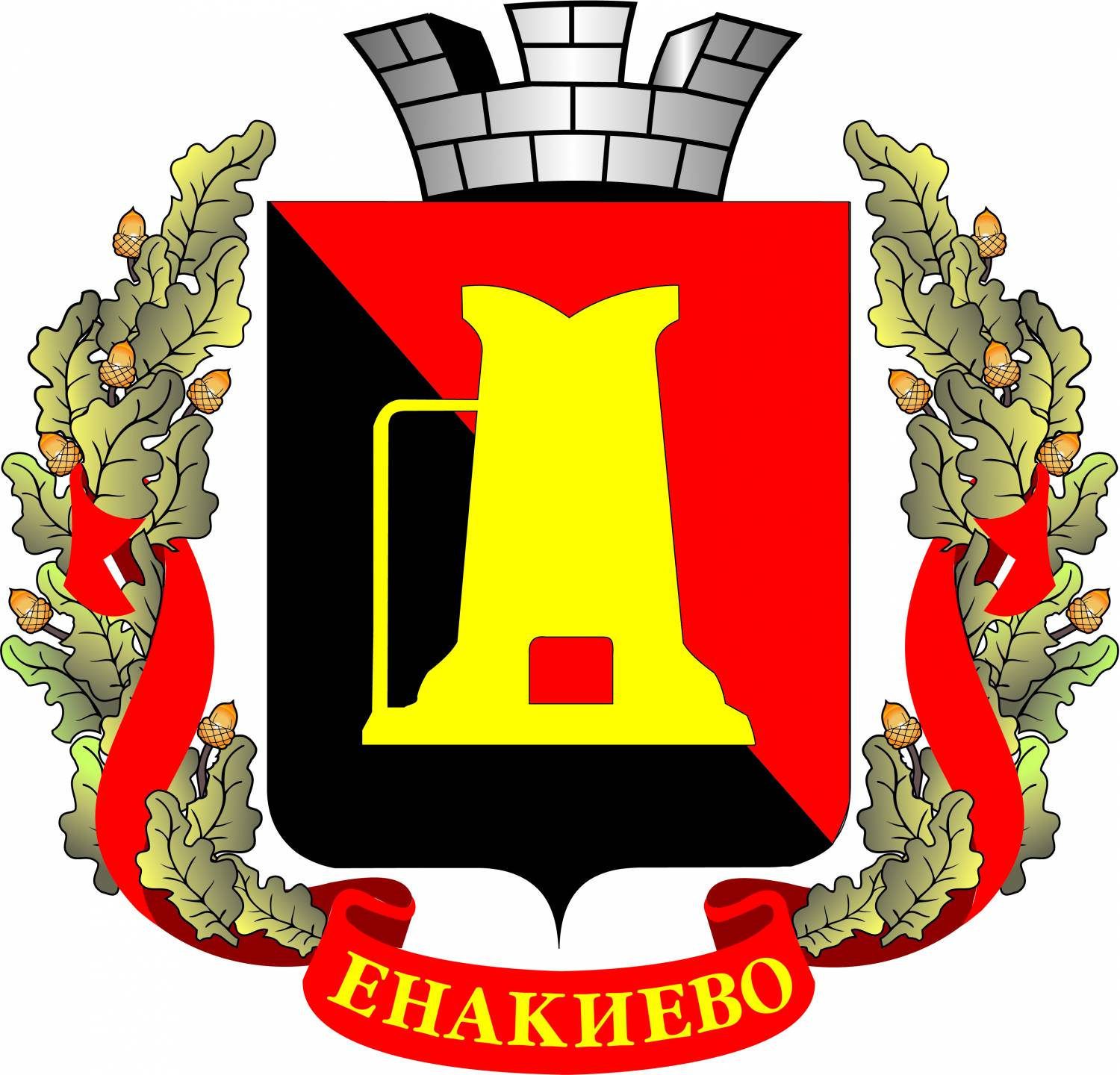
Енакиево
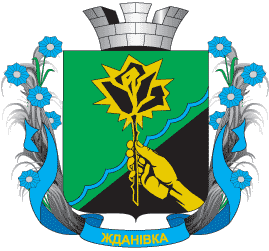
Ждановка
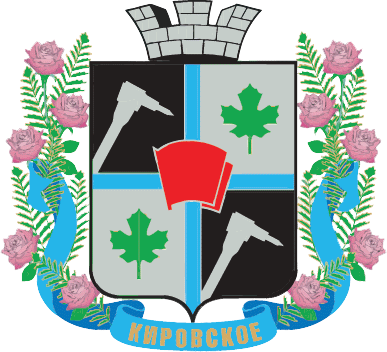
Кировское
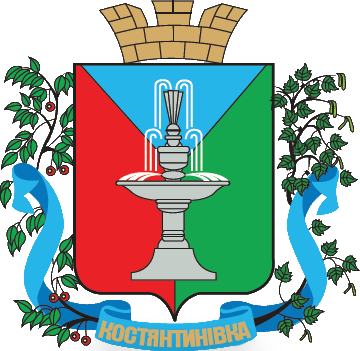
Константиновка
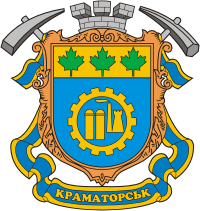
Краматорск
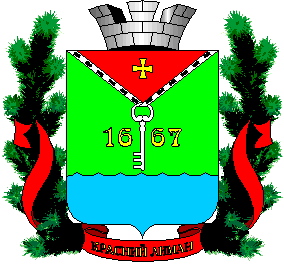
Красный Лиман
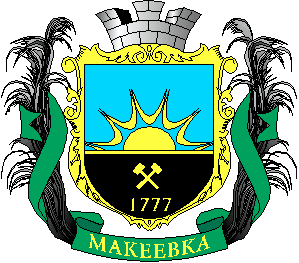
Макеевка
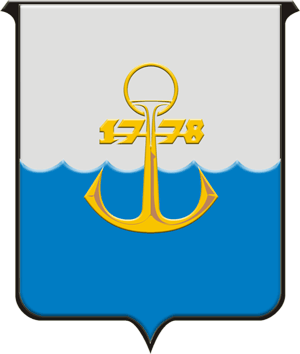
Мариуполь
Мирноград
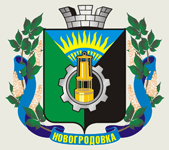
Новогродовка
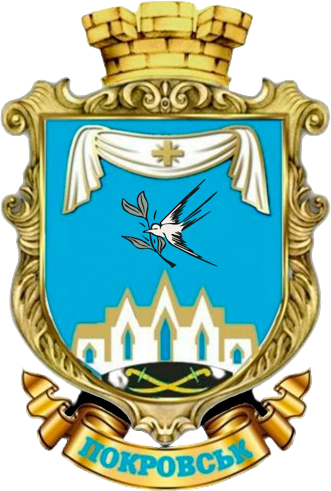
Покровск
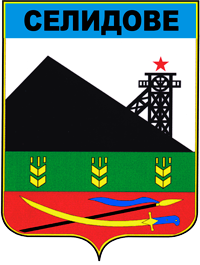
Селидово
Славянск
Снежное
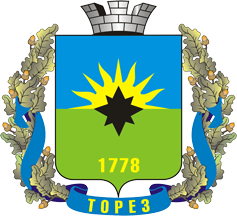
Торез
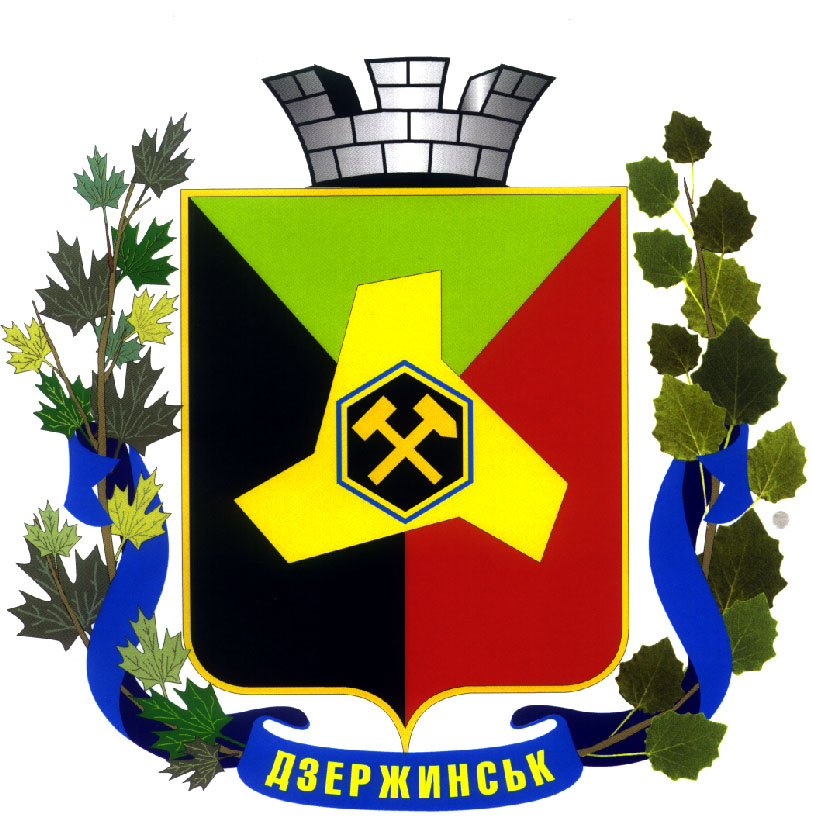
Торецк
Угледар
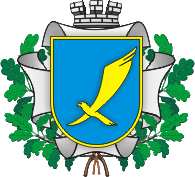
Харцызск
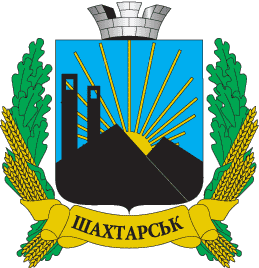
Шахтёрск
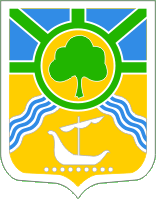
Ясиноватая

Гербы городов районного значения Донецкой области
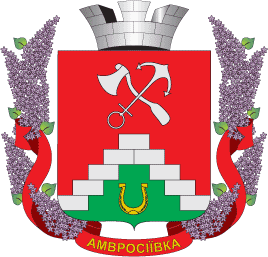
Амвросиевка
Артемово
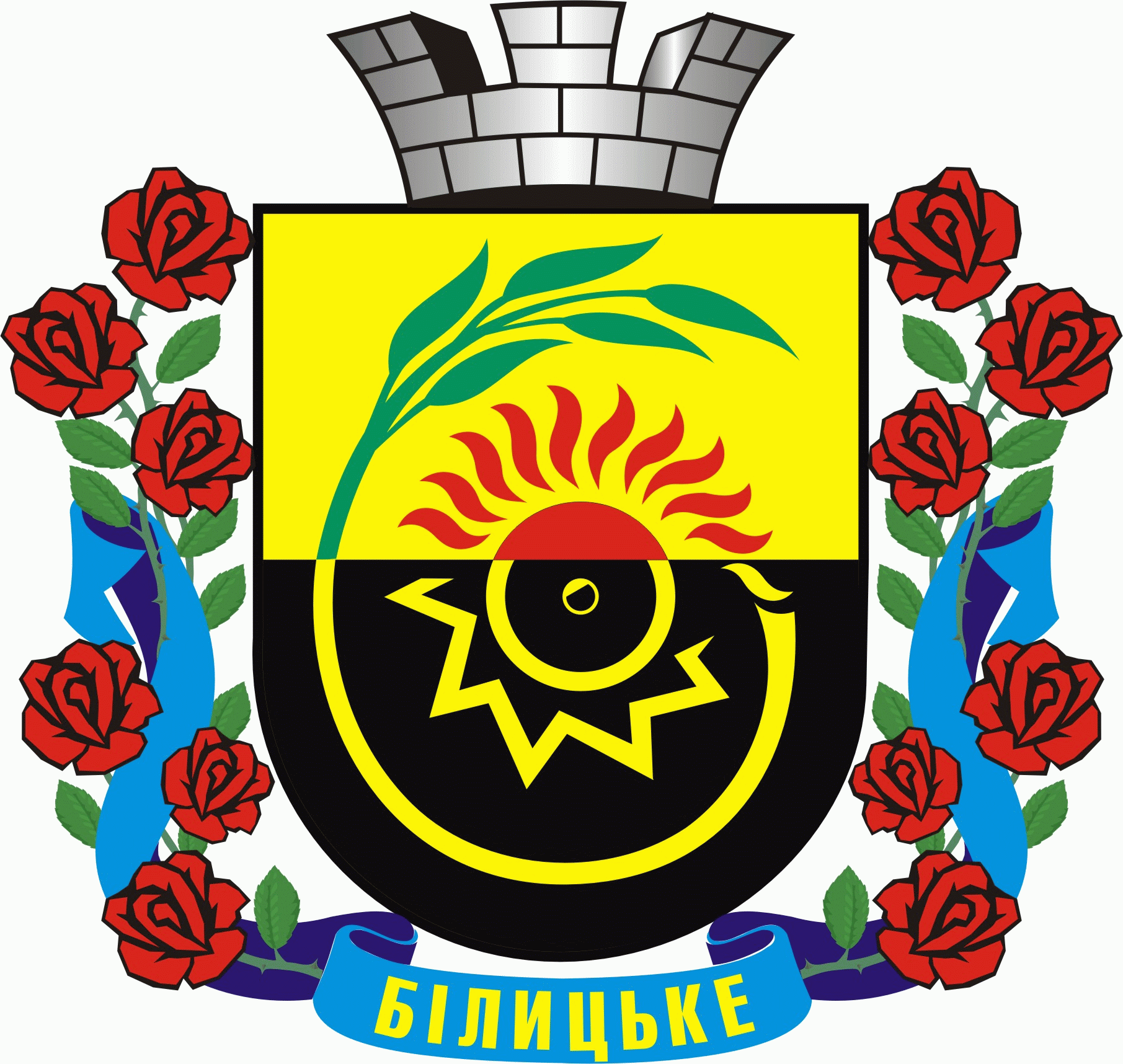
Белицкое
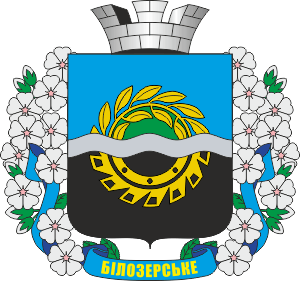
Белозерское
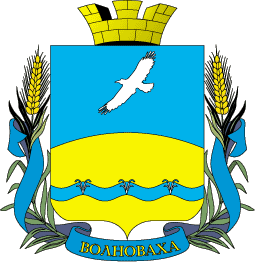
Волноваха
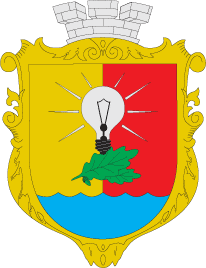
Зугрэс
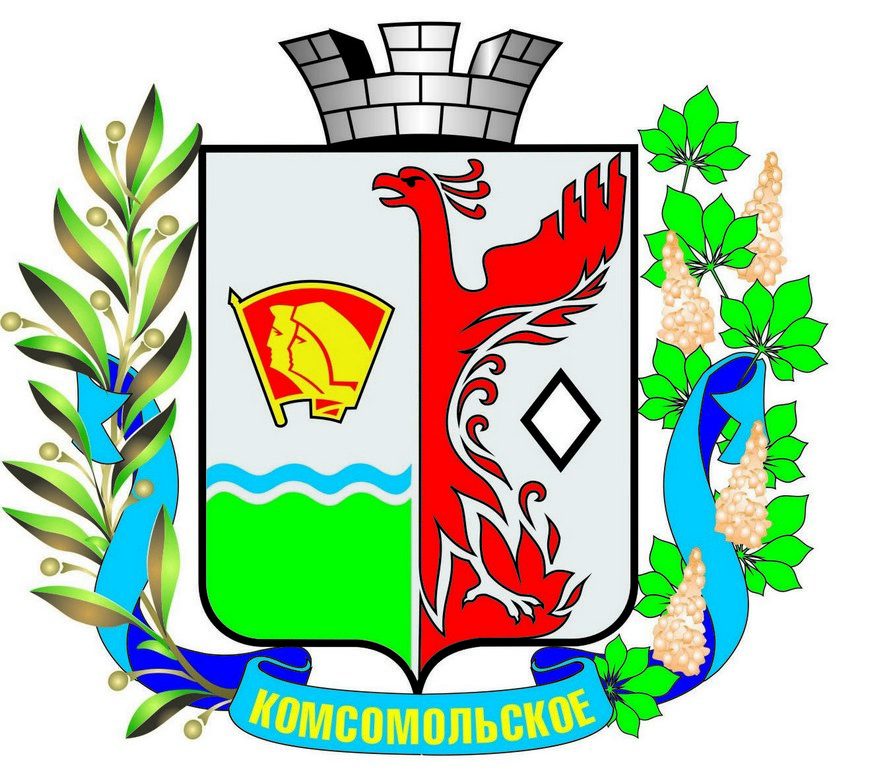
Комсомольское
Красногоровка
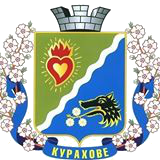
Курахово
Марьинка
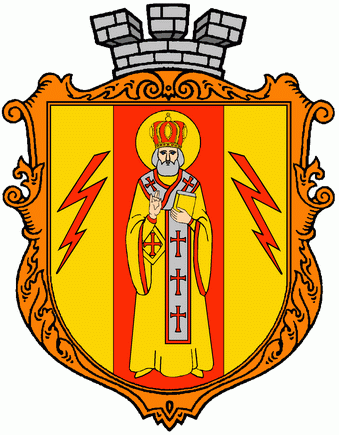
Николаевка
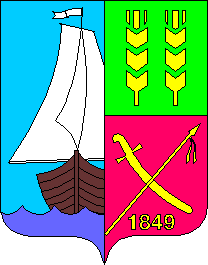
Новоазовск
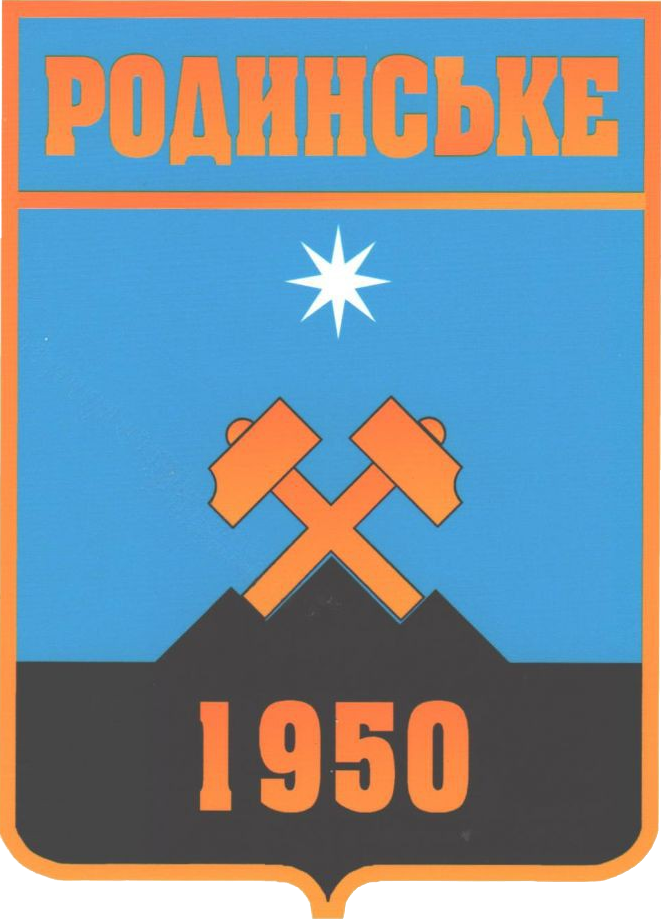
Родинское
Светлодарск
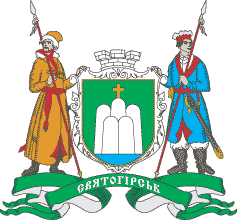
Святогорск
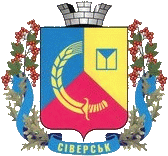
Северск
Соледар
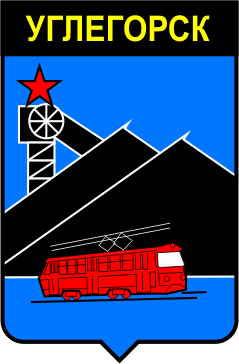
Углегорск
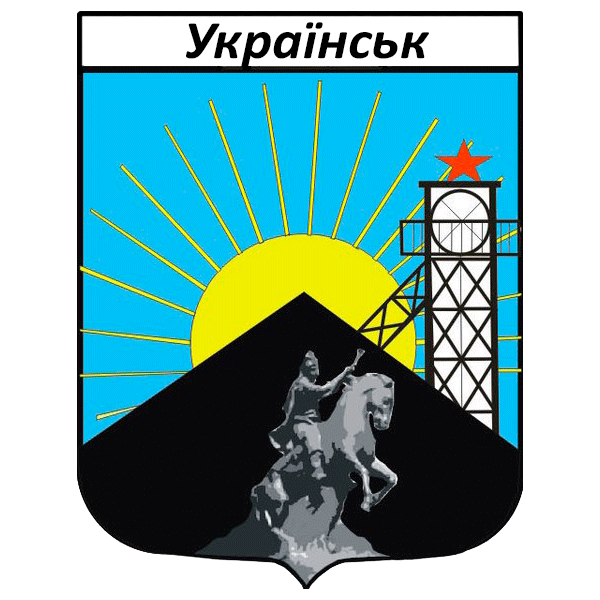
Украинск
Часов Яр
Юнокоммунаровск